# 관내후
관내후(關內侯)는 전국시대에 창설된 작위 중 하나로, 이십등작 제도 하에서 19급, 즉 둘째로 높은 자로 대서장(大庶長)의 위, 열후의 아래이다. 한나라에서는 열후와는 달리 봉읍의 조세만을 거둘 뿐 신민을 거느리지 못한 제후로 보인다. 실제로 전국시대나 진나라 시대에 관내후가 열후와 구분되는 작위였는지는 논쟁거리다.

## 상세
안사고의 설에 따르면 제후이긴 하지만 경기에 거주하며 자신의 봉지(封地)가 없는 제후이다. 여순의 설에 따르면 관내를 나와서 봉국에 부임하는 관내후는 단지 작위만 있을 뿐이며, 남다른 대우가 더해지는 경우에 관내의 읍을 주어 그 조세를 타먹게 했다. 유소의 설에 따르면 진이 관내를 왕기로 삼았기 때문에 관내후라고 했다고 한다. 순작의 설에 따르면 관중에 장수들이 집이 있어서 관내후라고 했다. 전통적으로 경기 = 관내 = 관중으로 해석하고, 관내에서 식읍을 받는 제후를 관내후로 보았다.
이런 종래의 설에 청나라의 유정섭(兪正燮)이 반대한 이래, 관내후가 관중 이외의 지역의 봉토를 받은 사례도 많고, 관내가 진나라의 관중만을 의미하지 않으며 진나라 외의 나라에서도 관내후를 봉한 사례가 있다는 지적이 쌓여 왔다. 전국시대 영역국가가 생겨나고 기내에만 군주의 직할지가 국한되지 않게 되면서 군주의 직할지로서 전 국토를 일컫는 '관내'라는 용어가 생겨난 것으로 보인다. 이에 따라 천자가 군수와 현령을 파견해서 다스리는 직할지인 군현과 대비되어 여전히 천자의 재정관리를 맡은 내사가 다스리는 천자의 직접 통치지역, 내사지가 새로이 구분된다. 그렇다면 전국시대의 진나라에서 열후와 관내후의 의미는 별 차이가 없어지는 것이다. 그리고 한나라 시절 열후와 관내후의 구분은 열후는 인민을 직접 관할하는 봉건영주인 반면 관내후는 단지 봉읍에 대한 조세권만을 지닌 징수자인 것으로 여겨진다.

## 참고 문헌
민후기: 《열후, 관내후 성립고》, 중국학보 65권, 2012년 6월, 275-301

## 같이 보기
- 이십등작